# Český soběstačný dům
Český soběstačný dům je český inovativní projekt zaměřený na výzkum a popularizaci staveb v různé míře energetické soběstačnosti a zdrojové šetrnosti.  Projekt vznikl v roce 2016 z iniciativy Pavla Podruha, Jakuba Hořického a Jany Hořické. Jeho posláním je urychlení nástupu udržitelnějších technologií do běžných domácností a budov se záměrem inspirovat veřejnost, zajistit větší zájem, a tím pádem i více aplikací takových řešení na trhu. Český soběstačný dům získal za dobu své existence ocenění za společenskou prospěšnost SDGs Award od OSN a A-CSR, cenu za energetické inovace Energy Globe Award, nejvyšší ocenění Evropské komise, tzv. EU Sustainable Energy Award či ocenění Adapterra Awards. Ekosystém aktivit projektu Český soběstačný dům zahrnuje volně přístupný, laboratorní off-grid dům, jeho opensource technickou dokumentaci, stejnojmennou knihu o současných udržitelnějších řešeních a šetrném životním stylu, vývoj bateriových úložišť a vzdělávání studentů.

## Český soběstačný dům - stavba
Český soběstačný dům je experimentální stavba na pozemku bez inženýrských sítí, je tedy ostrovní, neboli off-grid. Dům si vyrábí celoročně veškerou potřebnou elektrickou energii solárními panely ze slunce a ukládá si ji v bateriích. Zachycuje maximum dešťové vody, splachuje s ní a po přečištění využívá. Šetrně hospodaří s pitnou vodou a nezbavuje se zbytečně drahocenného tepla. Dům je veřejně přístupný a jeho kompletní technická dokumentace je zdarma zveřejněna na webu projektu. Český soběstačný dům vznikl atypicky dobrovolnou prací studentů architektury/stavitelství, předních českých odborníků na jednotlivé technologie, firemních partnerů a široké veřejnosti. Jejich společným cílem bylo prostřednictvím této stavby studovat hranice možností domácnosti, která udržitelněji zachovává současný standard životní úrovně.

## Český soběstačný dům - soutěž
V rámci své filozofie projekt Český soběstačný dům vytvořil stejnojmennou soutěž pro bakalářské a magisterské studenty stavebních a architektonických fakult.  Soutěž probíhá na fakultě stavební a fakultě architektury ČVUT v Praze, na VŠTE v Českých Budějovicích, na fakultě stavební a fakultě architektury VUT v Brně, na UMPRUM v Praze, na fakultě stavební VŠB-TU Ostrava a na FUA v Liberci a pod záštitou Ministerstva životního prostředí a Ministerstva průmyslu a obchodu. Soutěž Český soběstačný dům je největší studentskou architektonickou soutěží svého druhu v Česku. Výstupem z ní jsou neotřelé koncepty moderních šetrných staveb v různých velikostech a podobách. Všechny tyto koncepty projekt Český soběstačný dům také zdarma zveřejňuje pro širokou laickou i odbornou veřejnost.

## Český soběstačný dům - kniha
Kniha Český soběstačný dům má podtitul: Výprava za možnostmi šetrnějšího života. Na 336 stranách čtenáři najdou nejen kompletní technická a stavební řešení celého domu, ale i 4 velmi obsáhlé rozhovory s lidmi, kteří se udržitelnost snaží ve svých domácnostech žít opravdu až na dřeň. V první půlce se tedy kniha noří hluboko do životů a denních rituálů trapistického mnicha bratra Josefa, rodiny Balšínkových, žijící v lodních kontejnerech, technologického gurua Jana Staňka, známého jako Electro Dad a manželů Měkotových – solárních punkerů ze slaměného domu. Jejich velmi rozdílné přístupy jsou nejen inspirativní, ale zároveň názorně ukazují dnešní názorovou rozpolcenost v tom, co vlastně udržitelnost znamená. Druhá půlka knihy se do posledního šroubku věnuje právě Českému soběstačnému domu a jeho obyvatelům. Čtenář zde nalezne pragmaticky popsaný celý proces výstavby. Od stavebního povolení až po technické kapitoly zaměřené mimo jiné na elektrickou energii, materiály, vodní a odpadové hospodářství či vytápění. V knize jsou navíc pro opravdové nadšence i QR kódy, které vedou až k jednotlivým projektovým a technickým dokumentacím Českého soběstačného domu. Z celkových 2862 kusů prvního vydání knihy bylo 300 vytištěno přímo v Českém soběstačném domě a jedná se tak dle dostupných informací o první, čistě solární knihu na světě. Každá kniha této limitované, solární edice má v sobě uloženo přibližně 0,5 kWh sluneční energie. Tisk provedla společnost Konica Minolta na svém digitálním stroji AccurioPress C4070 na vysoce kvalitní papír Garda od EUROPAPIER – BOHEMIA

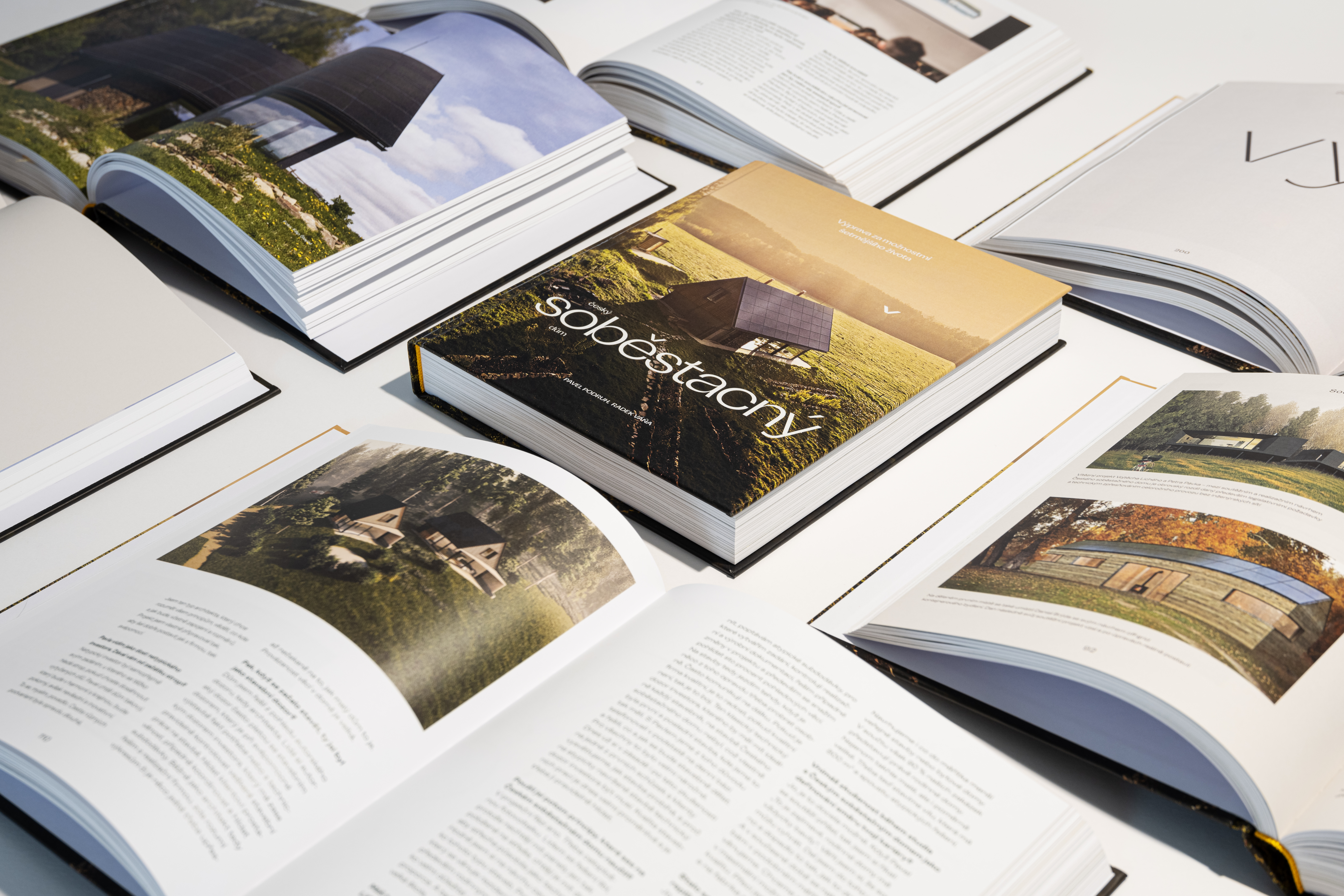
Kniha Český soběstačný dům - Výprava za možnostmi šetrnějšího života